# Alessandro Molinari
Alessandro Molinari (Roma, 17 novembre 1961) è un compositore e pianista italiano.

## Biografia
Ha studiato pianoforte, composizione, musica corale e direzione di coro e direzione d'orchestra.
Ha al suo attivo diverse collaborazioni in Italia e all'estero in qualità di pianista (Joe Cocker, Clannad, Patty Pravo, Francesca Schiavo, Valeria Rossi, Max Alviti Group, musica da camera, concerti di jazz), arrangiatore (Scuola del Piccolo di Milano diretta da Giorgio Strehler, Pony Canyon giapponese) e direttore d'orchestra (tra gli altri: Pinocchio (2008), musiche del premio Oscar Jan A. P.Kaczmarek, prod. Lux; “Requiem”di Mozart, “Requiem”di Faurè e "Metamorphosen" di R.Strauss per il Teatro di Roma - Assessorato alla Cultura del Comune di Roma; “Gianni Schicchi” di Giacomo Puccini al Classico di Roma; Mozart, Beethoven e Stravinsky al Teatro di Stato di Oradea, Romania; Kurt Weill per Contralto e orchestra a Campobasso; Andrea Bocelli a “Carramba che Fortuna” 2000).
In qualità di compositore, ha partecipato al Festival delle Nazioni di Città di Castello (1996), al Festival di Todi (1996), al Festival Guarda l’Europa di Firenze (1996), al Festival di Fiuggi (1993), al Festival di Torbellamonaca (1995 e 1996) e al Festival FontanoneEstate (dal 1995 al 2009)a Roma. Ha composto musica per il cinema, il teatro, la televisione, la radio, commedie musicali, danza, ginnastica ritmica sperimentale, pubblicità, canzoni e cortometraggi.

## Colonne sonore
- Il teppista di Veronica Perugini (1994)
- I briganti di Zabut di Pasquale Scimeca (1997)
- L'appuntamento di Veronica Bilbao La Vieja (2001)
- La verità vi prego sull'amore di Francesco Apolloni (2001)
- Blu notte - Misteri italiani di Carlo Lucarelli (serie TV, dal 2002 al 2009)
- Fate come noi di Francesco Apolloni (2002)
- Red Riding Hood - Cappuccetto rosso di Giacomo Cimini (2003)
- L'apetta Giulia e la signora Vita di Paolo Modugno (2003)
- Italian Soldiers di F. Cabras e A. Molinari, documentario sul film Il mandolino del capitano Corelli (2002)
- The Big Question di F. Cabras e A. Molinari, documentario sul set del film La passione di Cristo (2004)
- ZERO-Indagine sull’11 settembre di G. Chiesa, F.Fracassi e F. Trento (2007)
- La fidanzata di papà di Enrico Oldoini (2008)
- La storia di Leo di Mario Cambi (2008)
- Dall'altra parte del mare di Jean Sarto (2009)
- Die di Dominic James (2009)
- Angeli e diamanti di Raffaele Mertes (2009, serie TV)
- La donna velata di Edoardo Margheriti (2009, serie TV)
- Rex di Marco Serafini (2009)
- Negli occhi dell'assassino, regia di Edoardo Margheriti (2009)
- Il mistero del lago di Marco Serafini (2009)
- Hidden 3D, di Antoine Thomas (2011)
- Storia di una famiglia perbene (seconda stagione), regia di Stefano Reali (2024)

## Discografia
- Anno Domini 2012 Musiche dedicate al 2012. 
  - Orchestra: Orchestra sinfonica nazionale ceca
  - Solisti: Barbara Agostinelli, violino - Achille Gallo, pianoforte
  - Etichetta Discografica: Velut Luna

In prima assoluta la suite per soli Violino e pianoforte nella versione originale del compositore, ricavata dai temi conduttori della trasmissione Blu notte - Misteri italiani
Nel booklet il testo di presentazione è scritto da Carlo Lucarelli.